# Las Herrerias (Vega de Valcarce)
Pour les articles homonymes, voir Las Herrerías.
Las Herrerias ou Las Herrerías (avec accent diacritique) est un lieu-dit situé au nord-ouest de l'Espagne dans la commune espagnole (municipio) de Vega de Valcarce, comarque de El Bierzo, province de León, communauté autonome de Castille-et-León. Il se trouve à l'est de Vega de Valcarce, entre Trabadelo (chef-lieu de commune) au sud-est et la localité de La Portela de Valcarce à l'ouest. Son nom signifie « Les Forges » et fait référence à une ancienne industrie du fer dans cette région minière.
Le lieu-dit Las Herrerias se trouve sur le Camino francés du pèlerinage de Saint-Jacques-de-Compostelle. Il ne faut pas confondre ce lieu-dit avec la localité de Las Herrerías de Valcarce, située dans le même municipio, un peu plus loin sur le chemin de Compostelle, et qui est une halte sur ce trajet.

## Géographie

### Localités voisines
| Nord-ouest Quintela (municipio de Balboa) et Moñón (municipio de Vega de Valcarce) | Nord Lamagrande (municipio de Balboa)            | Nord-est Pradela (municipio de Trabadelo)            |
| Ouest La Portela de Valcarce (municipio de Vega de Valcarce)                       |                                                  | Est Trabadelo (chef-lieu) (municipio de Trabadelo)   |
| Sud-ouest Sotogayoso (municipio de Vega de Valcarce)                               | Sud San Fiz do Seo (es) (municipio de Trabadelo) | Sud-est Parada de Soto (es) (municipio de Trabadelo) |

## Culture et patrimoine

### Pèlerinage de Compostelle
Par le Camino francés du Pèlerinage de Saint-Jacques-de-Compostelle, le chemin vient de la localité de Trabadelo, chef-lieu du municipio du même nom.
La prochaine halte est la localité de La Portela de Valcarce dans le municipio de Vega de Valcarce.